# Nagysároslak
Nagysároslak (másképpen Német-Sároslak, németül Moschendorf) község  Ausztriában, Burgenland tartományban, a Németújvári járásban.

## Fekvése
Németújvártól 10 kilométerre keletre, Körmendtől 13 kilométerre északnyugatra fekszik, a magyar határ mellett, a Pinka bal partján. Szinte beékelődik Magyarország területébe: észak és dél felől is Vas vármegyei községek (Szentpéterfa, illetve Pinkamindszent) határolják.

## Története
A szerint a települést a 13. században említik először. 1494-ben Saruslak, 1482-ben és 1496-ban Lak alakban tűnik fel, mint Monyorókerék várának tartozéka. Az Ellerbach, majd 1496-tól az Erdődy család birtoka volt. 1532-ben elpusztította a török. Ezután valószínűleg már németekkel telepítették újra, mivel Németsároslakként 1564-ben említik először. 1550-től I. Ferdinánd Batthyány Ferencnek adta zálogba. A Batthyányak előbb a németújvári, később a körmendi uradalomhoz csatolták, de a 17. században a falu felső része még az Erdődyek monyorókeréki uradalmához tartozott. 1538-ban 38, 1548-ban 43, 1576-ban 36, 1588-ban 43, 1599-ben 45, 1634-ben 65 portát számláltak a településen. 1605-ben Sároslakot Bocskai István hajdúi dúlták fel. 1630-ban tűzvész hamvasztotta el a falut. 1643-ban 73 házában 379 lakos élt. 1664-ben és 1704-ben pestis pusztította. 1713-ban felépült a plébániatemplom és az iskola. 1720-ban 41, 1744-ben 82 háza volt. 1773-ban Sároslak önálló plébánia lett. A 18. század folyamán a település gyorsan fejlődött, 1754-ben 107 háza és 848 lakosa volt, 1787-ben 142 házában 841 lakos élt.
Vályi András szerint „Kis Sároslak, és Német Sároslak. Két falu Vas Várm. földes Urok Gr. Batthyáni Uraság, lakosaik katolikusok, fekszik Német Sároslak, Pinka vizének szomszédságában, Körméndhez másfél mértföldnyire; Kis Sároslak pedig E. Radóczhoz nem meszsze, és annak filiája; határbéli földgyeik termékenyek, réttyeik jók, fájok is van.”
1828-ban 141 házában 769 lakos élt.
Fényes Elek szerint „Német-Sároslak, Monshendorf, német falu, Vas vgyében, közel a Pinka vizéhez, 758 kath. lak., paroch. szentegyházzal, szép lótenyésztéssel. F. u. h. Batthyáni.”
1857-ben 113 házat és 708 lakost találtak itt. 1863-ban újabb tűzvész pusztított, melyben az iskola és a templom leégett. 1882-ben megalapították az önkéntes tűzoltóegyletet.
Vas vármegye monográfiája szerint „Német-Sároslak. Itt ömlik a Sáros patak a Pinkába. Van 161 háza és 893 németajkú, r. kath. vallású lakosa. Postája Pinka-Mindszent, távírója Körmend. A község határában fogják elvezetni a tervezett pinka-mindszent-szombathelyi vasútvonalat. Kath. temploma 1700 körül épűlt.”
1910-ben 834 lakosa volt, ebből 815 német, 15 magyar, 4 horvát. A trianoni békeszerződésig Vas vármegye Körmendi járásához tartozott. Az első világháborúban 25 helyi katona esett el. A békeszerződések Ausztriának ítélték, de az osztrák csendőrséggel szemben fellépő magyar ellenállás hatására itt is népszavazást írtak ki. Ez alapján Nagysároslak Ausztria mellett döntött. 1920 és 1939 között a gazdasági nehézségek miatt sok lakója vándorolt ki a tengerentúlra. 1945 áprilisában 14 napig volt hadszíntér. A második világháborúnak 29 katona és 18 civil áldozata volt a községben. 1945-ben a szovjetek gyűjtőtábort létesítettek itt, ahol mintegy 7000 foglyot őriztek, s amelyet csak augusztus 22-én ürítettek ki. 1958-ban új iskola építésébe kezdett a község, mely 1960-ban lett készen. Ekkor épült ki a vízvezeték-hálózat is. 1971-ben közigazgatásilag Strémhez csatolták. 1981-ben kulturális egyesület alakult és bormúzeum létesítésébe kezdtek. Ebben az évben avatták fel az új tűzoltószerházat is. Nagysároslak 1996-óta újra önálló község. A község új címerét 1998-ban avatták fel.
2011. június 8-án a Pinka partján avatták fel a Wassererlebniswelt nevű vizes élményparkot.
2001-ben 463 fő lakta, 444 német, 8 magyar, 3 horvát, 8 egyéb nemzetiségű.

## Nevezetességei
- Szent Rozália tiszteletére szentelt római katolikus temploma 1733-ban még kápolnának épült. Mai formájában 1773-ban épült fel. Oltára és faszobrai 18. századiak.
- A Szentháromság-oszlop építésének ideje feliratából nem állapítható meg pontosan, vagy 1730-ban vagy 1780-ban emelték.
- Wasserelebniswelt nevű vizes élménypark található a Pinka jobb partján.